# 巴勒斯坦立法委员会
巴勒斯坦立法委員會，又译巴勒斯坦立法会，是巴勒斯坦國的国家立法机关，设有132个议席，所有议员均是来自巴勒斯坦自治区内的巴勒斯坦人。
2006年的第二届立法委员会选举是截至目前为止的最後一次立法委员会选举。2007年，哈馬斯与法塔赫发生分歧后，立法委员会受法塔赫集团政治干预停止運轉。据總統通過的法令与簽發的法律，第三届立法委员会選舉暂定於2021年5月22日，然而最终却仍遭到推迟。

## 历史
1995年9月，巴以签署关于扩大巴勒斯坦自治范围的协议。据此协议，1996年1月20日，巴勒斯坦举行了巴勒斯坦历史上的首次大选，选举产生了第一届巴勒斯坦立法委员会。1996年3月7日，立法委员会在加沙举行首次会议，正式宣告成立，曾经担任巴以谈判代表的艾哈迈德·库赖当选为首位立法委员会主席。
2007年9月，在哈馬斯接管加沙之後，阿巴斯總統通過總統令將立法會的投票系統改為完全比例代表制，繞過功能失調的立法會。同年，立法會最後一次會議因巴解、哈馬斯兩黨間的內戰而召開，此後立法會再没有召開過會議。
目前作為巴勒斯坦國會的立法會實際上處於空轉狀態，但現時每位議員每月仍可收到大約3000元的薪金。在全體133名議員中，有15人被以色列關押、1人被以色列囚禁在耶路撒冷、3人已经逝世（其中1人死於以色列的暗殺）。

## 建築
在西岸，立法會有兩座主要建築。一棟位於拉馬拉教育部，內有議會廳；另一座位於拉馬拉附近的阿尔·比雷的立法會主要行政辦公室。
2000年，在毗鄰東耶路撒冷的阿布迪斯開始建造新的立法會大樓，但該項目從未完工。

## 外部連結
- Palestinian Legislative Council（Gaza Strip） （页面存档备份，存于）
- Palestinian Legislative Council（West Bank） （页面存档备份，存于）
- The Palestinian Basic Law－A collection of various proposals and amendments to the Basic Law of Palestine （页面存档备份，存于）
- MiddleEastReference.org: members elected in 2006